# Airy (cratera lunar)
Airy é uma cratera na região montanhosa sudeste da Lua. Seu nome é em homenagem ao astrônomo britânico George Biddell Airy. Ela é o membro mais ao sul de uma cadeia de crateras, que consiste em Vogel, Argelander, e Airy. Um pouco mais distante ao sul se localiza Donati. Airy tem uma borda desgastada e um pouco poligonal que tem direção para os limites norte e sudeste. Tem um solo irregular e um pico central.

## Crateras-Satélite
Por  convenção essas formações são identificadas em mapas lunares por posicionamento da letra no local do ponto médio da cratera que é mais próximo de Airy.
| Airy | Latitude | Longitude | Diâmetro |
| ---- | -------- | --------- | -------- |
| A    | 17.0° S  | 7.7° E    | 13 km    |
| B    | 17.6° S  | 8.5° E    | 29 km    |
| C    | 19.3° S  | 4.9° E    | 34 km    |
| D    | 18.2° S  | 8.5° E    | 7 km     |
| E    | 20.7° S  | 7.6° E    | 38 km    |
| F    | 18.2° S  | 7.3° E    | 5 km     |
| G    | 18.7° S  | 7.0° E    | 25 km    |
| H    | 18.7° S  | 5.8° E    | 9 km     |
| J    | 19.0° S  | 6.1° E    | 4 km     |
| L    | 20.4° S  | 7.5° E    | 6 km     |
| M    | 19.2° S  | 7.6° E    | 1 km     |
| N    | 17.8° S  | 8.2° E    | 8 km     |
| O    | 16.7° S  | 8.3° E    | 5 km     |
| P    | 15.8° S  | 8.4° E    | 7 km     |
| R    | 19.6° S  | 8.8° E    | 7 km     |
| S    | 17.2° S  | 9.4° E    | 5 km     |
| T    | 19.2° S  | 9.4° E    | 40 km    |
| V    | 17.5° S  | 9.2° E    | 5 km     |
| X    | 18.9° S  | 10.2° E   | 4 km     |

### Obras em língua portuguesa
- Freitas Mourão, Ronaldo Rogério de (2008). Dicionário Enciclopédico de Astronomia e Astronáutica. Lexicon. ISBN 9788586368356

### Obras em língua inglesa
- Andersson, L. E.; Whitaker, E. A., (1982). NASA Catalogue of Lunar Nomenclature. [S.l.]: NASA RP-1097
- Blue, Jennifer (25 de julho de 2007). «Gazetteer of Planetary Nomenclature». USGS. Consultado em 5 de agosto de 2007
- B. Bussey; P. Spudis (2004). The Clementine Atlas of the Moon. New York: Cambridge University Press. ISBN 0-521-81528-2
- Cocks, Elijah E.; Cocks, Josiah C. (1995). Who's Who on the Moon: A Biographical Dictionary of Lunar Nomenclature. [S.l.]: Tudor Publishers. ISBN 0-936389-27-3
- McDowell, Jonathan (15 de julho de 2007). Lunar Nomenclature (Relatório). Jonathan's Space Report. Consultado em 24 de outubro de 2007
- Menzel, D. H.; Minnaert, M.; Levin, B.; Dollfus, A.; Bell, B. (1971). «Report on Lunar Nomenclature by The Working Group of Commission 17 of the IAU». Space Science Reviews. 12. 136 páginas
- Moore, Patrick (2001). On the Moon. [S.l.]: Sterling Publishing Co. ISBN 0-304-35469-4
- Price, Fred W. (1988). The Moon Observer's Handbook. [S.l.]: Cambridge University Press. ISBN 0521335000
- Rükl, Antonín (1990). Atlas of the Moon. [S.l.]: Kalmbach Books. ISBN 0-913135-17-8
- Webb, Rev. T. W. (1962). Celestial Objects for Common Telescopes 6th revision ed. [S.l.]: Dover. ISBN 0-486-20917-2
- Whitaker, Ewen A. (1999). Mapping and Naming the Moon. [S.l.]: Cambridge University Press. ISBN 0-521-62248-4
- Wlasuk, Peter T. (2000). Observing the Moon. [S.l.]: Springer. ISBN 1852331933